# شارع مكسيم غوركي
شارع مكسيم غوركي (بالروسية: Улица Максима Горького) هو شارع يقع في الجزء المركزي من مدينة روستوف-نا-دونو بروسيا.
تمت تسمية الشارع تكريما للأديب والناشط السياسي الماركسي مكسيم غوركي.

صور
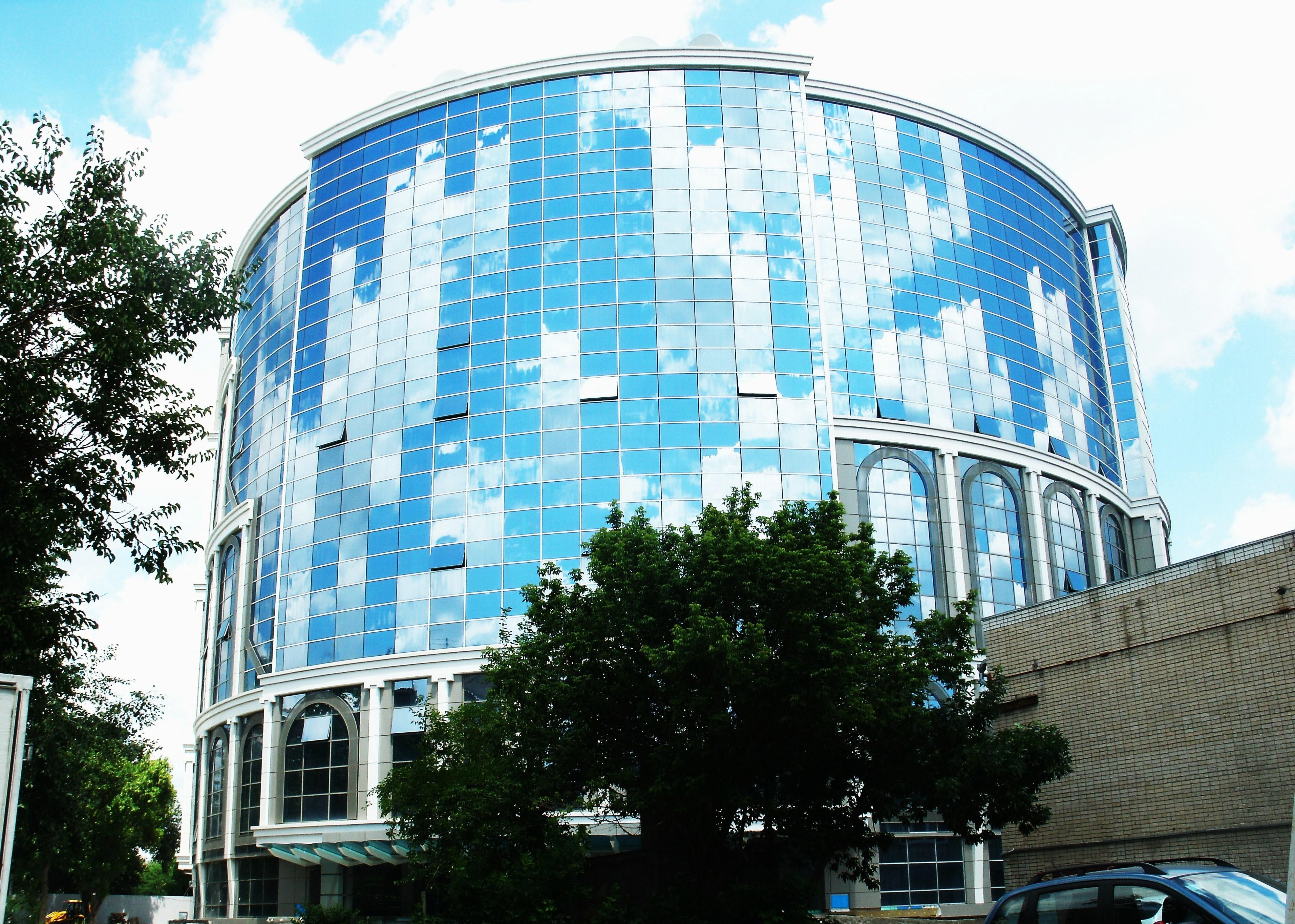
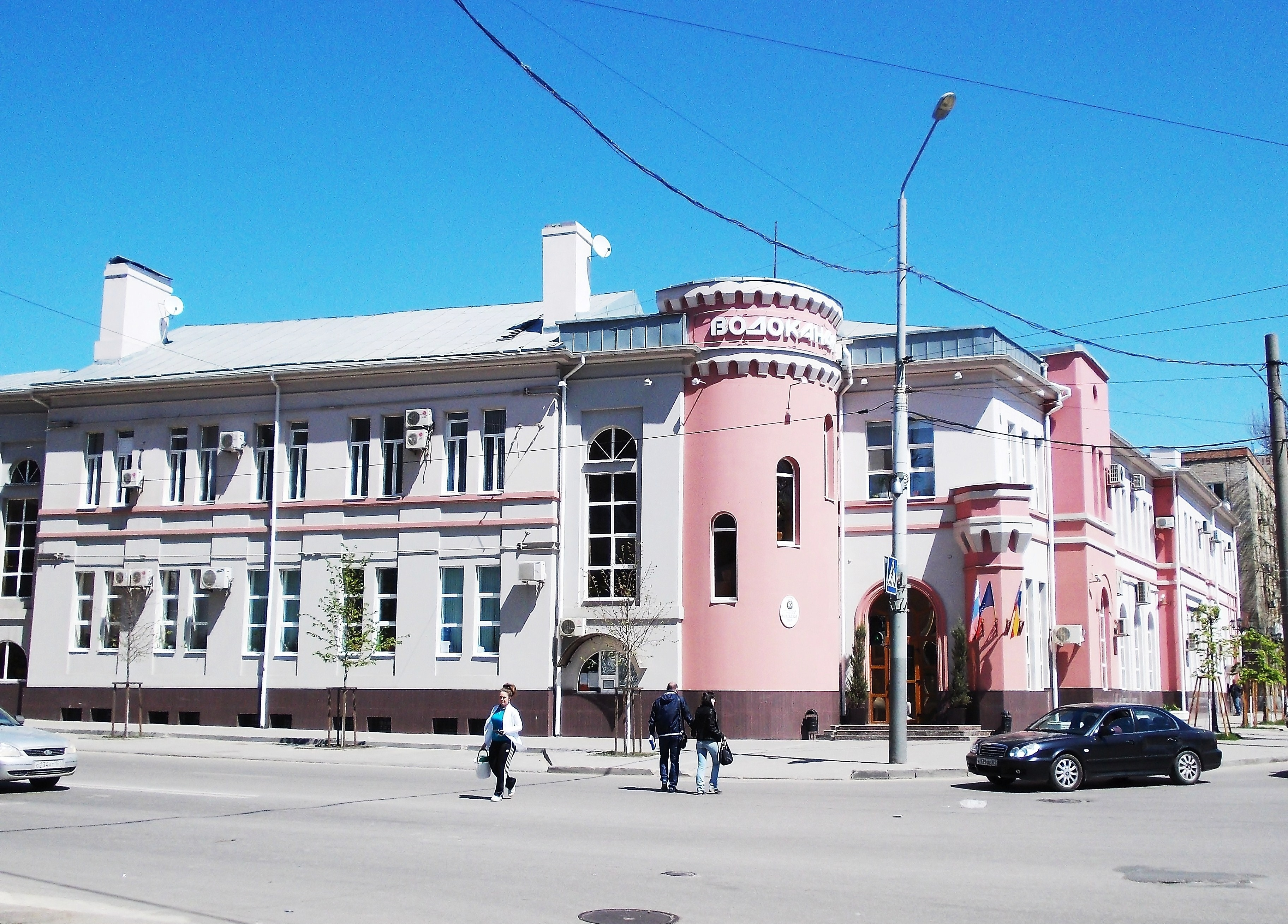
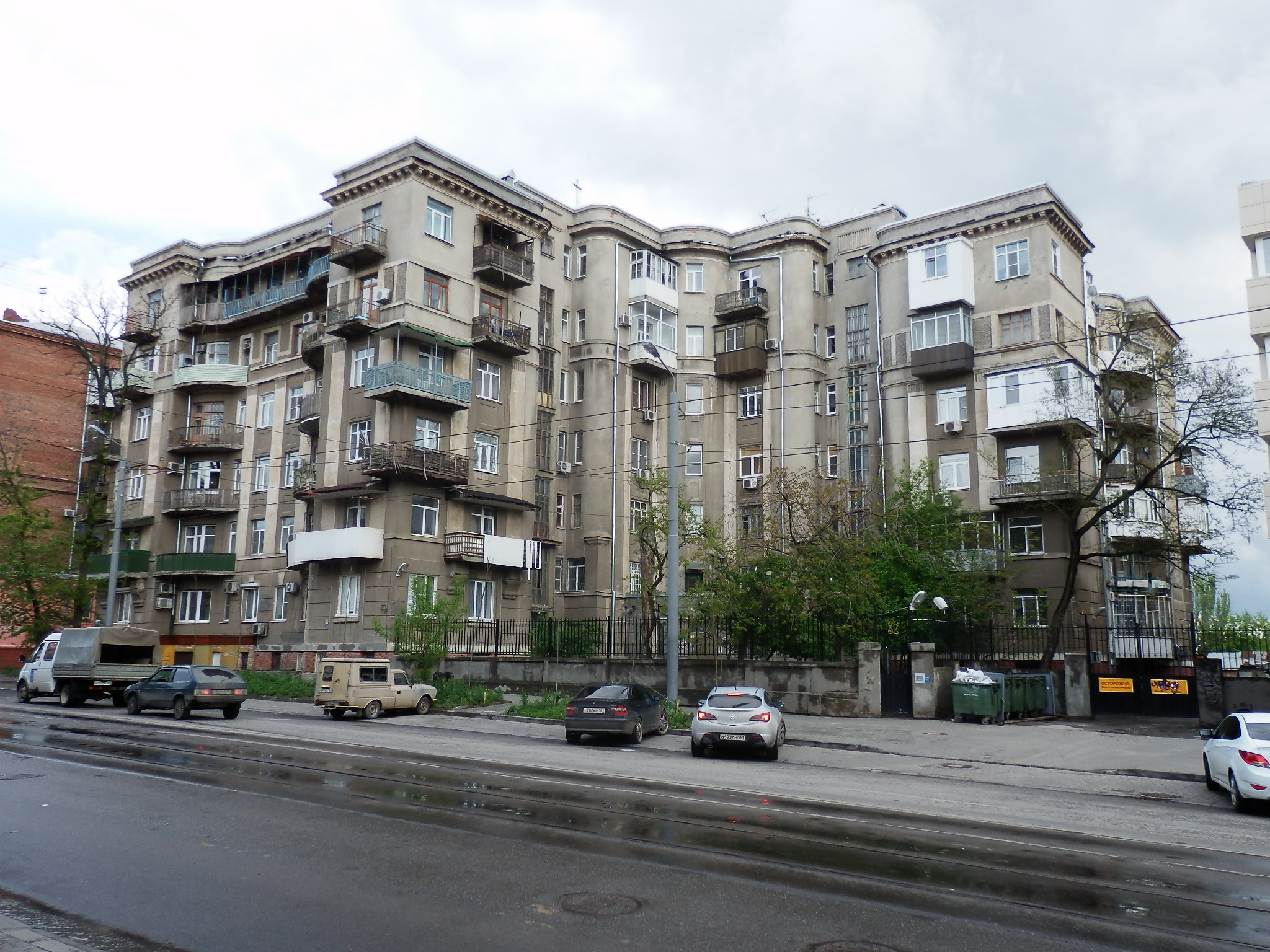